# Břežany (Znojmói járás)
Břežany település Csehországban, a Znojmói járásban. Břežany Dolenice, Čejkovice, Hrušovany nad Jevišovkou, Pravice, Damnice, Božice, Litobratřice és Mackovice településekkel határos. Lakosainak száma 809 fő (2024. január 1.).

## Népesség
A település lakosságának változását az alábbi diagram mutatja:
| Lakosok száma | 978  | 920  | 1064 | 881  | 984  | 920  | 844  | 824  | 767  | 809  |
|               | 1869 | 1890 | 1921 | 1950 | 1980 | 2001 | 2017 | 2019 | 2022 | 2024 |